# Фантоцци в раю
«Фантоцци в раю» (итал. Fantozzi in paradiso) — кинофильм. Сиквел фильма Фантоцци берёт реванш, восьмая часть декалогии.

## Сюжет
Уго Фантоцци постарел, стареют и его друзья и коллеги, которые умирают один за другим. Фантоцци попадает в больницу, и врач ставит ему ошибочный диагноз, перепутав снимки с другим больным. Для Уго диагноз звучит как приговор, у него осталось всего неделя жизни. И он пытается провести эти последние дни, как лучшие в жизни.

## В ролях
| Актёр            | Роль                                               |
| ---------------- | -------------------------------------------------- |
| Паоло Виладжио   | Уго Фантоцци                                       |
| Милена Вукотич   | Пина, жена Фантоцци                                |
| Анна Маццамауро  | синьорина Сильвани                                 |
| Жижи Редер       | Филлини                                            |
| Плинио Фернандо  | Марианджела, дочь Фантоцци и внучка Фантоцци Угина |
| Стефано Антонучо | Геом Гальбони                                      |
| Паоло Паолини    | директор Мегафирмы                                 |

## Номинации и награды
- 1994 — «Серебряная лента» за лучшую роль второго плана — Милена Вукотич